# Phiala tanganyikae
Phiala tanganyikae är en fjärilsart som beskrevs av Embrik Strand 1911. Phiala tanganyikae ingår i släktet Phiala och familjen Eupterotidae. Inga underarter finns listade i Catalogue of Life.